# 罗萨里奥·费尔南德斯
罗萨里奥·德尔皮拉尔·费尔南德斯·菲格罗亚（Rosario Del Pilar Fernández Figueroa，1955年—），秘鲁政治家，前秘鲁总理和司法部长。

## 生平
费尔南德斯出生在利马，她是宪法律师和前司法部副部长（1985年到1990年）霍弗雷·费尔南德斯（Joffre Fernandez Veldivieso）的女儿。
她在秘鲁罗马天主教大学(Pontificia Universidad Católica del Perú)学习法律，1977年以全班排名第一名毕业。在华盛顿特区她继续进修，学习民事诉讼、仲裁、民事法律、家庭法律和国际法。
费尔南德斯从1988年到1991年任利马证券交易所副主席，1993年到1994年任利马律师协会董事会财务主管。在这段时间里，她还在秘鲁政府的各种委员会中任职，包括能源投资特别监察机构的律师、的国家监督委员会保护少数股东委员会候补委员和(CONASEV)秘书。
她嫁给了律师Ernest Coz，是两个女儿的母亲。